# Amphilepis papyracea
Amphilepis papyracea är en ormstjärneart som beskrevs av George Richard Lyman 1879. Amphilepis papyracea ingår i släktet Amphilepis och familjen sköldormstjärnor. Inga underarter finns listade i Catalogue of Life.